# Pignasecca

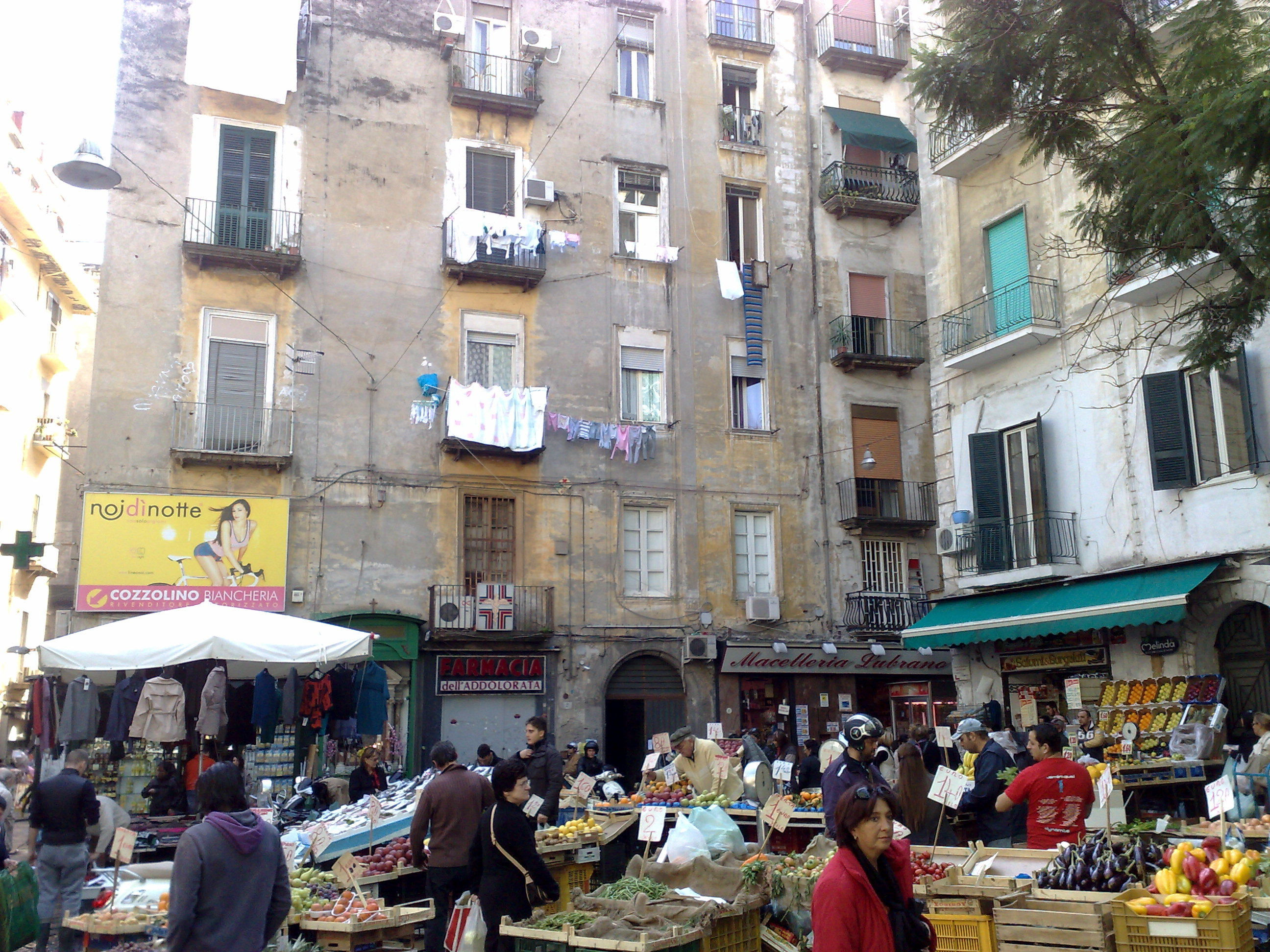
Uno scorcio del mercato della Pignasecca.

La Pignasecca è una zona di Napoli, nel quartiere Montecalvario della seconda municipalità.

## Descrizione
Situata sulla direttrice Piazza Carità - Stazione di Montesanto - Ventaglieri, incuneata tra via Toledo e la parte settentrionale dei Quartieri Spagnoli, è uno dei luoghi più popolari, suggestivi e folkloristici di Napoli. Qui si svolge uno dei mercati più antichi della città.

## Storia
Anticamente la zona era di proprietà della famiglia Pignatelli di Monteleone ed era conosciuta con il toponimo Biancomangiare, derivato da una meringa prodotta in loco.
Nell'attuale piazza di Montesanto, anticamente era presente un ippodromo con toreros e picadores, realizzato durante il vicereame spagnolo.

## Etimologia
Esistono almeno due varianti sull'etimologia della zona, che risale al 1500:
- una prima ipotesi, vuole che in seguito alla costruzione di via Toledo, furono spianati tutti i terreni agricoli del luogo. Sopravvisse un solo pino (in napoletano pigna) il quale successivamente seccò dando il nome di Pignasecca alla zona[1].
- Una seconda ipotesi è legata ad una leggenda, che vuole che in questa zona ci fosse una fitta pineta popolata da molte gazze. Un giorno una di queste gazze rubò l'anello al vescovo della città, intento ad amoreggiare con la perpetua. Questi per vendetta scomunicò tutte le gazze una ad una e successivamente dopo pochi giorni la pineta seccò e le gazze andarono via, lasciando quel luogo divenuto arido, la Pignasecca[2].

## Il mercato

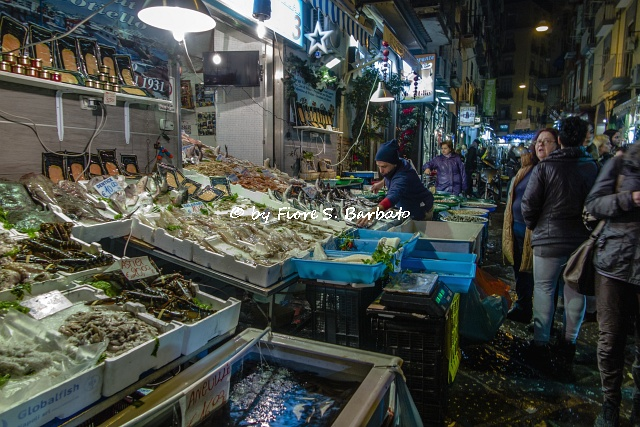
Il mercato della vigilia di Natale.

Il mercato della Pignasecca ubicato in pieno centro città è frequentato da migliaia di persone ogni giorno, ben collegato grazie alla presenza sia della funicolare di Montesanto che permette di raggiungere il Vomero, che ai capolinea delle linee Cumana e Circumflegrea, oltre alla stazione Montesanto della linea 2, poco distante.
Uno spaccato del mercato della Pignasecca fu descritto già nel 1884 da Matilde Serao, nel suo libro Il ventre di Napoli:
Qui il romanzo sperimentale potrebbe anche applicare la sua tradizionale sinfonia degli odori, poiché si subiscono musiche inconcepibili: l’olio fritto, il salame rancido, il formaggio forte, il pepe pestato nel mortaio, l’aceto acuto, il baccalà in molle. Nel mezzo della sinfonia della Pignasecca, vi è il gran motivo profondo e che turba; la vendita del pesce, specialmente del tonno in pieno sole, su certi banchi inclinati.»
(Matilde Serao, Il ventre di Napoli)

## La Pignasecca in musica

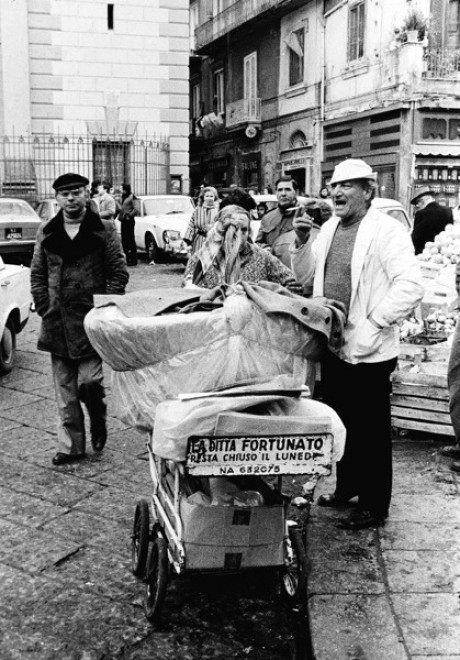
Il venditore ambulante Fortunato Bisaccia (con il berretto bianco) nel mercato della Pignasecca a Napoli

La Pignasecca, con i suoi mercatini, prodotti tipici, cibo di strada e il vociare dei venditori ambulanti, è stata raccontata anche attraverso la musica, da due interpreti partenopei della musica leggera.
Nel 1977 Pino Daniele, nel suo album d'esordio Terra mia, incise il brano Fortunato, dedicato ad una delle figure storiche della Pignasecca, l'ambulante Fortunato Bisaccia, un venditore di taralli napoletani noto a tutta la città, che vendeva il suo prodotto urlando Fortunato tene a rrobba bella! ‘Nzogna ‘nzogn e riportata dal cantautore nei seguenti versi:
tene 'a rrobba bella

e pe' chesto adda alluccà

è 'na vita ca pazzeja

p'e vie 'e chesta città.
Saluta 'e ffemmene

a'ncoppa 'e barcune

viecchie, giuvene e guagliune

ce sta chi dice ca è l'anema

'e chesta città.
Fortunato tene a rrobba bella! ‘Nzogna ‘nzogn»
(Pino Daniele, Fortunato)
Nel 1987, il videoclip del brano Chi beve, chi beve di Edoardo Bennato, è stato quasi completamente girato nel mercato alla Pignasecca. Nel video lo stesso Bennato interpreta, sia un pescivendolo che un venditore di sigarette di contrabbando, cantando i loro tipici richiami:
sigarette sigarette, gassose chi beve…
‘E palammetre songhe vive, ‘e palammetre a mille lire

‘e cchiù belle da Pignasecca, so vive, so vive

sigarette sigarette, tre pacchette seimila lire

statte zitto statte zitto, c’arrivano ‘e guardie!…
Chi ‘e beve, chi ’e beve, ll’ova fesche…

Chi ‘e beve, chi ’e beve, ll’ova fesche…»
(Edoardo Bennato, Chi beve, chi beve)
Ma il brano che più di tutti ha tradotto in musica i suoni, i richiami e le mercanzie vendute alla Pignasecca, dando veramente l'idea di trovarsi nel bel mezzo del mercato, è sicuramente 'A rumba de scugnizzi di Raffaele Viviani.